# Lawrence (Massachusetts)
Lawrence ist eine Stadt am Merrimack River in Essex County im US-Bundesstaat Massachusetts in den USA. 2020 betrug die Einwohnerzahl 89.143 Personen.

## Geschichte
Lawrence wurde um 1840 gegründet und gilt als erste geplante Industriestadt der Vereinigten Staaten. 1847 erhielt sie den Status als Town und 1853 als City.
Die Stadt war ein wichtiger Standort für die Textilindustrie, die hier sowohl für den amerikanischen als auch für den europäischen Markt produzierte. Am Anfang des zwanzigsten Jahrhunderts mit fast 95.000 Einwohnern war Lawrence führend in der Fertigung von Baumwoll- als auch Wolltextilien. Eine große Bedeutung spielten hierbei die durch die Wasserkraft des Merrimack Rivers betriebenen Fabriken. Die ESSEX Company unter Leitung von Abbot Lawrence ließ den Fluss mit dem Great Stone Dam aufstauen. Die zuvor als New City, Essex oder Merimac bezeichnete Stadt wurde 1853 zu Ehren des Unternehmers in Lawrence benannt.
Die Pemberton Mühle (Pemberton Mill) stürzte am 10. Januar 1860 ohne vorherige Warnzeichen ein, dabei kamen schätzungsweise 145 Arbeiter ums Leben und weitere 166 wurden verletzt.
In der Mitte des bis ins späte 19. Jahrhundert begaben sich zahlreiche Menschen auf der Suche nach Arbeit nach Lawrence. Sie stammten aus fast jeder europäischen Nation, v. a. aber aus Irland, Frankreich, Italien, Deutschland, Belgien, Polen und Litauen. Es kamen auch Französische Kanadier aus den Provinzen Québec, New Brunswick und der Prince Edward Island. Zu dieser Zeit galt Lawrence als Immigrant City und hatte trotz seiner damaligen geringen Fläche von nur 15,5 km² (6 mi²) mehr Einwanderer pro Einwohner aus den verschiedensten Staaten der Erde als jeder andere vergleichbar große Ort der Welt.
Seit 1886 besteht die Lawrence Experiment Station für Wasseraufbereitung.

## Demographie
Laut dem United States Census 2010 lebten 76.377 Einwohner in 25.181 Haushalten, es gab 17.501 Familien. Die Bevölkerung bestand dabei zu 42,8 % aus Weißen, 7,6 % Schwarzen und 2,5 % Asiaten. Dabei hatten 73,8 % Hispanic- oder Latinowurzeln. Das Pro-Kopf-Einkommen betrug 16.557 US-Dollar.
Lawrence hatte seinen vorläufigen Höhepunkt der Einwohnerzahl im Jahr 1920 mit 94.270 Einwohnern erreicht (siehe Tabelle), danach sank die Einwohnerzahl in den nächsten 60 Jahren. Ab 1980 setzte dann wieder ein Wachstum ein, welches bis heute anhält. Die Abwanderung ab 1920 lag hauptsächlich an der schwachen Wirtschaftslage der Stadt in jener Zeit, 1912 kam es zum sogenannten 1912 Lawrence Textile Strike.

## Verkehr
Lawrence liegt an der Interstate 495. Die Stadt wird auch von der Massachusetts Route 28 von Süden nach Norden durchquert. Die Massachusetts Route 110 verläuft von Osten nach Westen im nördlichen Teil von Lawrence. Die Massachusetts Route 114 kann durch die Route 28 erreicht werden. Damit ist das Straßennetz der Stadt und Umgebung gut ausgebaut.
Der nächste Flughafen ist der sehr kleine Lawrence Municipal Airport, er wird u. a. für den Transport von Kranken, Medikamenten sowie Blut- und Organspenden genutzt. Lawrence liegt etwa mittig zwischen dem Manchester-Boston Regional Airport und dem Logan International Airport.

## Persönlichkeiten

### Söhne und Töchter der Stadt
- John K. Tarbox (1838–1887), Politiker
- Ernest Thayer (1863–1940), Dichter
- Robert S. Maloney (1881–1934), Politiker
- Laurence Allen Abercrombie (1897–1973), Konteradmiral
- Thomas J. Lane (1898–1994), Politiker
- Thelma Todd (1906–1935), Schauspielerin
- Leonard Bernstein (1918–1990), Komponist und Dirigent
- Irene Daye (1918–1971), Jazzsängerin
- Andrew Augustine Caffrey (1920–1993), Jurist, Bundesrichter für Massachusetts
- Endicott Peabody (1920–1997), Politiker, Gouverneur von Massachusetts
- Leo Penn (1921–1998), Regisseur und Schauspieler
- Philip J. Davis (1923–2018), Mathematiker und Schriftsteller
- Jack Reader (1926–2008), AFL- und NFL-Schiedsrichter
- William John McNaughton (1926–2020), katholischer Ordensgeistlicher, Bischof von Incheon
- Daniel Anthony Hart (1927–2008), römisch-katholischer Bischof von Norwich
- Robert Goulet (1933–2007), Sänger und Schauspieler
- William Joseph Justice (* 1942), emeritierter Weihbischof in San Francisco
- Paul Monette (1945–1995), Autor, Dichter und LGBT-Aktivist
- J. Bonnie Newman (* 1945), Politikerin und Hochschullehrerin
- Joe Perry (* 1950), Leadgitarrist der Band Aerosmith
- Robbie Merrill (* 1963), Bassist der Band Godsmack
- Sully Erna (* 1968), Sänger, Gitarrist und Schlagzeuger der Band Godsmack
- Sharon Petzold (* 1971), Freestyle-Skierin
- Tracy Ducar (* 1973), Fußballspielerin
- Brenda Petzold (* 1973), Freestyle-Skierin
- Statik Selektah (* 1982), Hip-Hop-DJ und -Produzent
- Colin Blackwell (* 1993), Eishockeyspieler

### Weitere Persönlichkeiten
- Robert Frost (1874–1963), Dichter, lebte als Kind in Lawrence
- William Shadrach Knox (1843–1914), Politiker, starb in Lawrence
- Abbott Lawrence (1792–1855), Geschäftsmann und Politiker, Namensgeber der Stadt (ob er diese je betreten hat, ist aber unsicher)
- William A. Russell (1831–1899), Politiker, lebte ab 1852 in Lawrence
- James Michael Shannon (* 1952), Politiker, ab 1975 Anwalt in Lawrence